# ليبيا الإيطالية
ليبيا الإيطالية ((بالإيطالية: Libia Italiana)‏ (بالإنجليزية: Italian Libya)‏)
كانت مستعمرة تابعة لمملكة إيطاليا وتقع في شمال أفريقيا فيما يُعرف الآن بـليبيا، بين عامي 1934 و 1943. تشكلت من المستعمرات الإيطالية في برقة وطرابلس التي أخذتها إيطاليا من الإمبراطورية العثمانية في الحرب العثمانية الإيطالية التي استمرت من عام 1911 حتى عام 1912. وُحدت المستعمرات في عام 1934 من قبل الحاكم الإيطالي إيتالو بالبو، وكانت تنقسم إلى 3 أقاليم وهي برقة وطرابلس وفزان، وفي عام 1937 أصبحت البلاد تتكون من 5 أقاليم وهي بنغازي ودرنة وطرابلس ومصراتة وإقليم الصحراء الليبية. اُختيرت مدينة طرابلس لتكون عاصمة للبلاد.
من عام 1911 حتى إنشاء مستعمرة موحدة في عام 1934، كان يشار إلى أراضي المستعمرتين أحيانًا باسم ليبيا الإيطالية أو شمال إفريقيا الإيطالية (بالإيطالية: Africa Settentrionale Italiana)‏ (اختصارًا: ASI). تم استخدام كلا الاسمين أيضًا بعد التوحيد، حيث أصبحت ليبيا الإيطالية الاسم الرسمي للمستعمرة المدمجة حديثًا. كان عدد سكانها حوالي 150،000 إيطالي.
في عام 1923، نظم المجاهدون الليبيون المرتبطون بالحركة السنوسية حركة المقاومة الليبية ضد الاستيطان الإيطالي في ليبيا، وخاصة في برقة. تم إخماد المقاومة من قبل القوات الإيطالية في عام 1932، بعد ما يسمى «بحملة التهدئة»، والتي أسفرت عن مقتل ربع سكان برقة.
خلال الحرب العالمية الثانية، أصبحت ليبيا الإيطالية مسرحًا لعمليات القتال المتعلقة بحملة شمال أفريقيا. على الرغم من هزيمة الإيطاليين هناك على يد الحلفاء في عام 1943، ظل العديد من المستوطنين الإيطاليين في ليبيا. بقيت ليبيا تحت إدارة المملكة المتحدة وفرنسا حتى استقلالها في عام 1951، على الرغم من أن إيطاليا لم تتنازل رسميًا عن مطالبتها بليبيا حتى معاهدة السلام بباريس عام 1947

## التاريخ

### الغزو
بدأت الجهود الإيطالية لاستعمار ليبيا في عام 1911، وتميزت في البداية بصراعات كبيرة مع الليبيين المسلمين الأصليين واستمرت حتى عام 1931. خلال هذه الفترة، سيطرت الحكومة الإيطالية على المناطق الساحلية فقط. بين عامي 1911 و 1912، خدم أكثر من 1000 صومالي من مقديشو، عاصمة الصومال الإيطالي في الوحدات القتالية جنبًا إلى جنب مع الجنود الإريتريين والإيطاليين في الحرب العثمانية الإيطالية. بقيت معظم القوات الصومالية في ليبيا حتى أُعيدت إلى الصومال الإيطالي استعدادًا لغزو إثيوبيا في عام 1935.

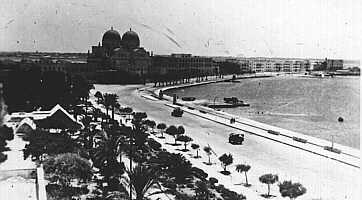
بنغازي الإيطالية، حيث تم تشييد «لونجوماري» (ممشى البحر) والعديد من المباني الأخرى

بعد غزو الإمبراطورية الإيطالية لـليبيا العثمانية، في الحرب العثمانية الإيطالية، شنت إيطاليا حربًا لإخضاع سكان ليبيا في أوائل الفترة الاستعمارية. تشكلت ليبيا الإيطالية من ولاية طرابلس الغرب، والتي تخلت عنها الدولة العثمانية سنة 1912 عقب معاهدة أوشي بعد الحرب العثمانية الإيطالية التي دامت بين عامي 1911-1912، لكن المقاومة الشرسة للإيطاليين استمرت من النظام السياسي والديني السنوسي، وهو مجموعة قومية قوية من المسلمين السنة. وقادت هذه المجموعة التي كانت في البداية بقيادة عمر المختار وتمركزت في الجبل الأخضر، حركة المقاومة الليبية ضد الاستيطان الإيطالي في ليبيا. شنت القوات الإيطالية تحت قيادة الجنرالات بيترو بادوليو ورودولفو غراتسياني حملات لإخماد الثورة باستخدام عمليات الإعدام الجماعية للجنود والمدنيين، وإقامة معسكرات الاعتقال. بعد ما يقرب من عقدين من حملات القمع، أعلنت القوات الاستعمارية الإيطالية النصر.
في الثلاثينيات من القرن الماضي، بدأت سياسة الفاشية الإيطالية تجاه ليبيا تتغير، ودُمجت كل من برقة وطرابلس الإيطالية، إلى جانب فزان، في ليبيا الإيطالية في عام 1934.

### إخماد الثورة الليبية

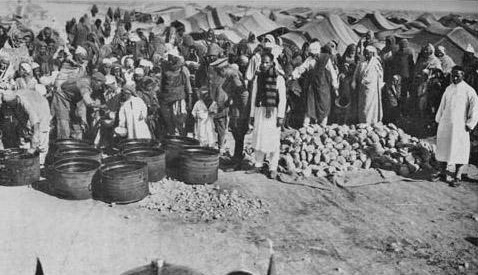
معتقلو معسكر اعتقال العقيلة أثناء إخماد الثورة الليبية. سُجل 10،900 معتقل في معسكر الاعتقال.

في عام 1923، نظم المجاهدون الأصليون المرتبطون بالحركة السنوسية حركة المقاومة الليبية ضد الاستيطان الإيطالي في ليبيا. أُخمدت الثورة من قبل القوات الإيطالية في عام 1932، بعد ما يسمى بـ حملة التهدئة، والتي أدت إلى مقتل ربع سكان برقة البالغ عددهم 225،000 نسمة. ارتكبت إيطاليا جرائم حرب كبرى خلال الصراع، بما في ذلك استخدام أسلحة كيميائية غير مشروعة، ورفض أخذ أسرى الحرب وإعدام المقاتلين المستسلمين بدلاً من ذلك، والإعدامات الجماعية للمدنيين. ارتكبت السلطات الإيطالية تطهيرًا عرقيًا من خلال الطرد القسري لـ 100،000 بدوي من برقة - أي ما يقرب من نصف سكان برقة - من مستوطناتهم، والتي قُرر منحها للمستوطنين الإيطاليين.
كما قلل الاحتلال الإيطالي من عدد الماشية عن طريق القتل أو المصادرة أو نقل الحيوانات من أراضيها الرعوية إلى أراضي غير جيدة بالقرب من معسكرات الاعتقال. انخفض عدد الأغنام من 810،000 في عام 1926 إلى 98،000 في عام 1933، والماعز من 70،000 إلى 25،000 والإبل من 75،000 إلى 2،000.
من عام 1930 إلى عام 1931، تم إعدام 12،000 من سكان برقة وتم إبعاد جميع البدو الرحل في شمال برقة من المنطقة ونقلهم إلى معسكرات اعتقال ضخمة. أعلنت دعاية النظام الفاشي أن المعسكرات هي واحات للحضارة الحديثة التي كانت صحية وتدار بكفاءة - ولكن في الواقع كانت المخيمات تعاني من ظروف صحية سيئة حيث كان في المخيمات حوالي 20 ألف بدوي في المتوسط مع جمالهم وحيوانات أخرى مزدحمة فيها في مساحةً لا تتجاوز واحد كيلو متر مربع. كانت المعسكرات تقدم خدمات طبية بدائية فقط، حيث يوجد في مخيمات سلوق والمقرون ما يقدر بنحو 33،000 محتجز مع طبيب واحد فقط بينهما.   انتشرت الحمى النمشية والأمراض الأخرى بسرعة في المخيمات حيث ضعف الناس جسديًا بسبب الحصص الغذائية الضئيلة المقدمة لهم والعمل القسري. بحلول الوقت الذي أغلقت فيه المعسكرات في سبتمبر 1933، توفي 40،000 من إجمالي 100،000 معتقل في المعسكرات.

### الاتفاقات الإقليمية مع القوى الأوروبية
|  | الأراضي التي تنازلت عنها الإمبراطورية العثمانية عام 1912 |

|  | الأراضي التي تنازلت عنها فرنسا عام 1919 |

|  | احتلال الكفرة عام 1919 و 1931 |

|  | الأراضي التي تنازلت عنها بريطانيا عام 1926 |

|  | الأراضي التي تنازلت عنها بريطانيا عام 1934 |

توسع ليبيا الإيطالية:
الأراضي التي تنازلت عنها فرنسا عام 1935 لكن لم تصادق عليها

توسعت المستعمرة بعد تنازلات من السودان الإنجليزي المصري وتوقيع معاهدات إقليمية مع المملكة المصرية. كانت الكفرة مرتبطة اسمياً بمصر التي احتلتها بريطانيا حتى عام 1925، لكنها في الواقع ظلت مقراً للمقاومة السنوسية حتى غزاها الإيطاليون عام 1931. وفي مؤتمر السلام الذي انعقد في باريس سنة 1919، لم تنل مملكة إيطاليا أي نصيب من المستعمرات الألمانية، ولكن بدلا من ذلك وكتسوية، فقد أعطتها بريطانيا منطقة جوبا الصومالية ووافقت فرنسا على إعطاء ليبيا الإيطالية بعض المناطق من الصحراء الكبرى.
وبعد العديد من النقاشات المطولة خلال فترة العشرينات وحتى سنة 1935 حيث توصل اتفاق موسيليني-لافال إلى إضافة قطاع أوزو إلى ليبيا، لكن فرنسا لم تصدق على هذا الاتفاق.
في عام 1931، احتلت إيطاليا بلدتي التاج والجوف. كانت مصر البريطانية قد تنازلت عن الكفرة والجغبوب إلى ليبيا الإيطالية في 6 ديسمبر 1925، ولكن لم تكن إيطاليا تسيطر بالكامل على المكان إلا في أوائل الثلاثينيات. في عام 1931، خلال حملة برقة، غزا الجنرال رودولفو غراتسياني بسهولة منطقة الكفرة، التي تعتبر منطقة إستراتيجية، بحوالي 3000 جندي من المشاة والمدفعية، تدعمهم حوالي عشرين قاذفة قنابل. سُلم معطن السارة في عام 1934 كجزء من مثلث السارة إلى إيطاليا الاستعمارية من قبل السودان الأنجلو مصري، الذي اعتبر المنطقة عديمة القيمة وبالتالي كان بمثابة استرضاء رخيص لمحاولات بينيتو موسوليني لتأسيس إمبراطورية. خلال هذا الوقت، قامت القوات الاستعمارية الإيطالية ببناء حصن على طراز الحرب العالمية الأولى في التاج في منتصف الثلاثينيات.

## سياسة الاستعمار في حكم الفاشية
استخدم النظام الفاشي في البداية موقفا متشددا ضد الوطنيين الليبيين العرب الذين كانوا يقاتلونهم لسنوات طويلة في حرب عصابات خصوصا في برقة تحت قيادة عمر المختار.
وقد أرسل دكتاتور إيطاليا الفاشي بنيتو موسوليني قائده رودولفو غراتسياني لقيادة الجيوش لسحق مقاومة عمر المختار. وتعرضت حركة المقاومة العربية للقمع العنيف وأعدم عمر مختار سنة 1931. في أعقاب ذلك حاول موسوليني تحسين صورة حكومته مع الليبيين العرب وانتهج سياسات لجذب ثقة القادة العرب. وقد نجح مع إيتالو بالبو أيما نجاح لدرجة أن انضم 30 ألفا من الليبيين من العرب والبربر إلى الجيش الإيطالي سنة 1940 وقاتلوا بشجاعة عن الشاطئ الرابع لايطاليا الكبرى بين عامي 1940 و1943.

### التقسيمات الإدارية

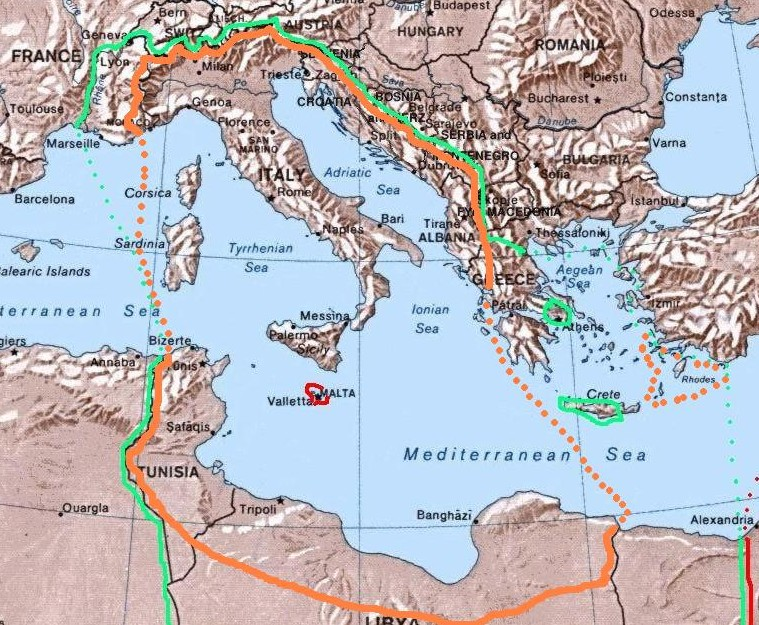
كانت ليبيا الإيطالية هي الجزء الجنوبي أو الشاطئ الرابع لإيطاليا الكبرى (الحدود البرتقالية)، وهو المشروع الفاشي لتوسيع حدود إيطاليا القومية

اعتمدت إيطاليا اسم «ليبيا» كاسم رسمي للمستعمرة، وذلك في سنة 1934 (وهو الاسم الذي استخدمه الإغريق لوصف شمال أفريقيا بأكمله عدا مصر). وتتكون من ثلاث محافظات من برقة وطرابلس وفزان). وتدار المستعمرة خلال أربعة أقاليم (Commissariato Generale Provinciale) بما فيها المنطقة الجنوبية العسكرية (Territorio Militare del Sud أو Territorio del Sahara Libico):
- إقليم طرابلس وعاصمتها طرابلس.
- إقليم بنغازي وعاصمتها بنغازي.
- إقليم درنة وعاصمتها درنة.
- إقليم مصراتة، وعاصمتها مصراتة.
- إقليم الصحراء الليبية وعاصمتها هون.

وقد قسمت تلك الأقاليم إلى مناطق. فصدر في 9 يناير 1939 مرسوم بقانون حول تلك المناطق إلى أقاليم داخل المقاطعة الحضرية للمملكة الإيطالية. وبذلك الحقت ليبيا قانونيا إلى إيطاليا الكبرى وسمي ساحلها باسم الشاطئ الرابع (Quarta Sponda). وأضحت قرى ومدن المستعمرة بلديات إيطالية ويديرها رئيس بلدية أو (podestà)‏.

### السياسات السكانية
وفي ديسمبر 1934 منح لليبيين الحرية الفردية وحرمة البيوت والممتلكات وحرية الانضمام إلى الإدارات العسكرية والمدنية والحق في ممارسة أي مهنة أو وظيفة بحرية تامة.

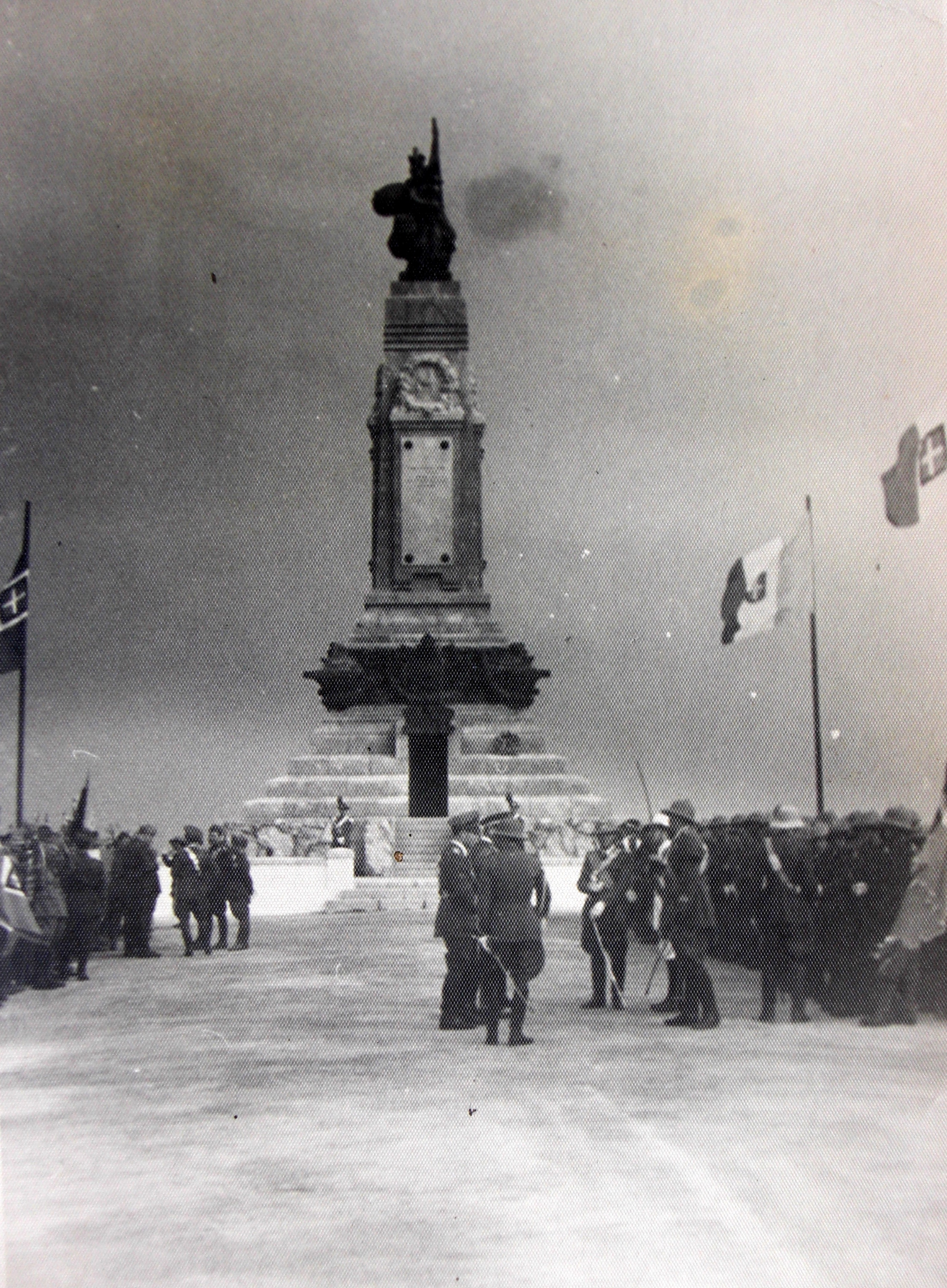
الملك فيكتور عمانويل الثالث في بنغازي.

خلال رحلة موسيليني الشهيرة إلى ليبيا في 1937 قدمت له الشخصيات العربية يوم 18 مارس سيفا فخريا (مصنوع في فلورنسا) فأظهرت الدعاية الإعلامية إلى أن تلك الهدية ترمز إلى أن موسوليني حامي الشعوب العربية المسلمة.
وفي سنة 1939 ظهرت قوانين تسمح المسلمين بالانضمام إلى الحزب الوطني الفاشي، وكذلك إصلاحات التي ظهرت سنة 1939 والتي سمحت بإنشاء وحدات عسكرية ليبية داخل الجيش الإيطالي. وبالفعل فقد انشأت فرقتين مشاة من القوات الليبية الاستعمارية (وعددهم 30,090 جندي ليبي مسلم) وذلك في صيف 1940 للمساهمة في الهجوم الإيطالي ضد القوات البريطانية المتواجدة في مصر.
وانتقل العديد من الطليان إلى ليبيا واستوطنوا المناطق الساحلية خلال الحقبة الفاشية. وفي عام 1940 بلغ عدد الليبيون الإيطاليون ما يقرب من 110,000 أي 12 ٪ من مجموع سكان ليبيا. وتم في عام 1938 جلب حاكم إيتالو بالبو 20,000 مستوطن إيطالي في ليبيا، وأنشأ لهم مستوطنات جديدة في البيضاء والمنصورة والعزيزية وغيرها.
وقد طور الحاكم إيتالو بالبو ليبيا الإيطالية خلال الفترة من 1934 حتي 1940، حيث خلق بنية تحتية ضخمة (4,000 كيلومتر من الطرق المعبدة إلى 400 كيلومتر من السكك الحديدية الضيقة بالإضافة إلى الصناعات الجديدة واستحداث العديد من القرى الزراعية). فازدهر الاقتصاد الليبي لا سيما في القطاع الزراعي، حيث جلب 20,000 مزارع إيطالي للاستيطان في ليبيا، وأنشأ 26 قرية زراعية لهم غالبيتها في برقة. بالإضافة إلى ازدهار بعض أنشطة الصناعات، خصوصا في الصناعات الغذائية. وازداد تشييد المباني بطريقة هائلة. وأيضا أتاح الإيطاليين الرعاية الطبية الحديثة لأول مرة في ليبيا مما حسن من الظروف الصحية في المدن.
وقد كان خط طرابلس-بنغازي هو آخر خط حديد في ليبيا حيث بدأ سنة 1941 ولم ينتهي بسبب هزيمة الطليان أمام الحلفاء خلال الحرب العالمية الثانية.

### السياحة والآثار
لم تؤل السلطات الإيطالية جهدها في استخدام علم الآثار الكلاسيكية كأداة دعاية في تبرير وجودها في المنطقة. فقبل 1911 لم تكن هناك أي بحوث أثرية في طرابلس وبرقة: ثم بدأت الحكومة الإيطالية بتمويل الحفريات أوخر عشرينات القرن ذاته في مدن رومانية رئيسية مثل لبدة وصبراتة. (تأخر البدأ بحفريات برقة بسبب الحروب الاستعمارية ضد الثوار المسلمين في تلك المقاطعة). ولكن بعد استيلاء الفاشيون على الحكم، أجبرت بعض بعثات الآثار الأجنبية على الخروج من ليبيا، ووحدت جميع أعمال الحفريات الأثرية في إطار سياسة حكومية مركزية تتألف من الحفريات والمتاحف والمجلات الإيطالية.
بعد أن هدأت برقة بالكامل في الثلاثينات من القرن العشرين، بدأت الجهود الإيطالية الأثرية تتركز على مستعمرة اليونانية الموجودة فيها أكثر من الموجودة في طرابلس، فقد كانت مستعمرة بونيقية خلال الفترة اليونانية. ومما أعطاها أهمية خاصة مع المستعمرات الرومانية (لبدة وصبراتة)، وأيضا في إعداد تلك المواقع للسياحة الأثرية.
وطورت السياحة بتشجيع إقامة سباق طرابلس لسيارات الفورملا ذات الأهمية الدولية.

### حاكم ليبيا العام
- ايتالو بالبو من 1 يناير 1934 إلى 28 يونيو 1940.
- رودولفو غراتسياني 1 يوليو 1940 إلى 25 مارس 1941.
- إيتالو غاريبولدي 25 مارس 1941 إلى 19 يوليو 1941.
- إيتوري باستيكو 19 يوليو 1941 إلى 2 فبراير 1943.
- جيوفاني ميسي 2 فبراير 1943 إلى 13 مايو 1943.

## الحرب العالمية الثانية

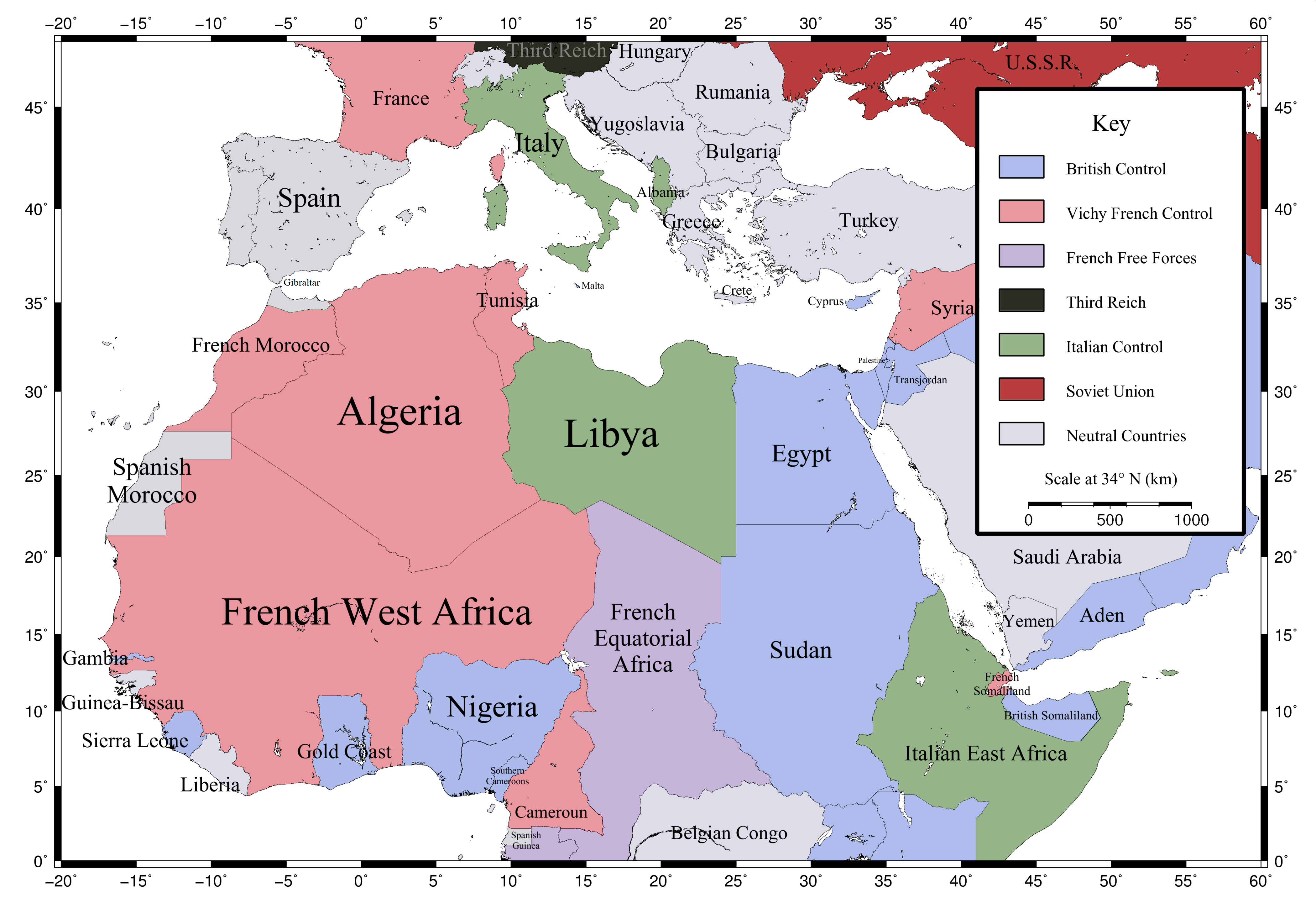
جنوب أوروبا وشمال أفريقيا قبل بدء حملة الصحراء الغربية

خلال الحرب العالمية الثانية دعم الليبيون إيطاليا بقوة، فمنهم من التحق في الجيش الإيطالي (من قوات ليبية كانت تحارب في المملكة الإيطالية منذ العشرينات وهي: أفواج سلاح الفرسان المسماة سفاري وشرطة الخيالة سباهي.
دارت رحى بعض معارك حملة شمال أفريقيا الكبرى في ليبيا. ففي سبتمبر 1940 انطلق الغزو الإيطالي لمصر من ليبيا.
ولكن في ديسمبر من السنة ذاتها أنطلقت القوات البريطانية في هجوم مضاد أطلق عليه عملية البوصلة أدى إلى تراجع القوات الإيطالية إلى ليبيا، ثم خسر الجيش الإيطالي برقة بأكملها وتحطم معظم الجيش العاشر، مما حدا بإيطاليا طلب المساعدة من الألمان لدعم حملتهم الفاشلة.
تمكن الطليان من استعادة الأراضي الليبية مع الدعم الألماني خلال عملية بريفتي التي مكنت الجيوش الألمانية والإيطالية من دخول مصر. وشهد حصار طبرق في أبريل 1941 هزيمة للقوات الألمانية بقيادة إرفين رومل وهو أول فشل في استخدام تكتيكات الحرب الخاطفة. بينما فصلت هزيمة معركة العلمين الثانية في مصر عذاب قوات المحور في ليبيا وأعطت نهاية لحملة الصحراء الغربية. أحتل الجيش الثامن البريطانى برقة في نوفمبر 1942 ثم مصراتة في يناير 1943 ثم طرابس في نفس الشهر كما دخلت القوات الفرنسية فزان في نفس العام. فأجبر تراجع القوات الألمانية والإيطالية في فبراير 1943 عن التخلي عن ليبيا بعدما اخرجوا من برقة وطرابلس، ومن ثم انتهاء الهيمنة الإيطالية وسيطرتها على ليبيا.

### مخطط التوسعة الإقليمية
خطط الطليان في فترة ما قبل الحرب أن يمتدوا بليبيا جنوبا حتى بحيرة تشاد وإنشاء جسر بري واسع بين ليبيا وشرق أفريقيا الإيطالية.

## مابعد الحرب العالمية الثانية

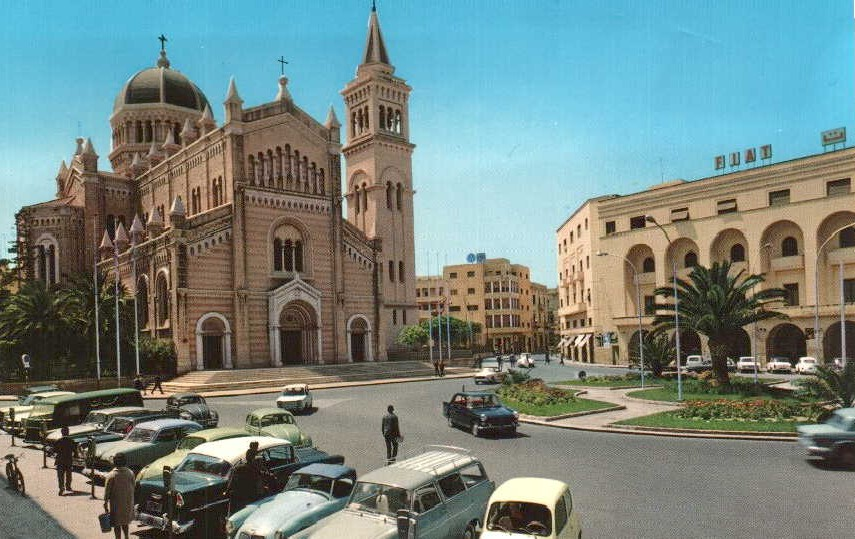
كاتدرائية طرابلس وميدان فيات السابق وهو ميدان الجزائر حاليا خلال فترة الستينات.

رغم هزيمة إيطاليا فانه من الناحية القانونية كانت تتمتع بالسيادة على جميع مستعمراتها السابقة ومنها ليبيا ولم توقع معاهدة الصلح بين أيطاليا ودول الحلفاء الا في سبتمبر 1947 وتركت قضية التصرف في المستعمرات الأيطالية للدول الأربع الكبرى التي وقعت معاهدة الصلح مع إيطاليا. فوقعت برقة وطرابلس في الفترة من 1943 حتي 1951 تحت الإدارة البريطانية، بينما خضعت فزان للسيطرة الفرنسية ذلك وفقا لمعاهدة السلام 1947 حيث تخلت إيطاليا عن جميع مطالباتها بليبيا. ثم في 21 نوفمبر 1949 أصدرت الجمعية العامة للأمم المتحدة قرارا ينص ان ليبيا يجب أن تصبح مستقلة قبل 1 يناير 1952. وفي 24 ديسمبر 1951 أعلنت ليبيا استقلالها تحت اسم المملكة الليبية المتحدة بنظام ملكي دستوري.
عززت الهزيمة النهائية لإيطاليا في الحرب العالمية الثانية وعصر نهاية الاستعمار الدولي هجرة الإيطاليين من ليبيا بعدما أصبحت ليبيا دولة ذات سيادة. وقد اختفى تقريبا كل السكان الإيطاليون بعدما امر معمر القذافي بطرد ماتبقى من الإيطاليين (وهم حوالي 20,000) وذلك في سنة 1970، وقد سمح فقط لبضع مئات منهم بالعودة إلى ليبيا في سنوات ال 2000.

### معاهدة التعاون 2008
في 30 أغسطس 2008 وقع القذافي مع رئيس الوزراء الإيطالي سيلفيو برلسكوني على معاهدة تعاون تاريخية في بنغازي. تقم بموجبه إيطاليا بتعويضات قيمتها 5 مليارات دولار عن الاضرار التي لحقت بليبيا ابان حقبة الاستعمار الإيطالي الذي دام 3 عقود . كما قام رئيس الوزراء الإيطالي برلسكوني باعتذار بلاده إيطاليا عن حقبة استعمارها لليبيا. وبمقابل ذلك فإن على ليبيا اتخاذ تدابير لمكافحة الهجرة غير الشرعية القادمة من شواطئها، وتعزيز الاستثمارات في الشركات الإيطالية. صادقت إيطاليا على المعاهدة في يوم 6 فبراير 2009، وليبيا يوم 2 مارس خلال زيارة بيرلسكوني إلى طرابلس.